# Harry Brightmore
Harry Brightmore, född 1 juli 1994, är en brittisk roddare (styrman).

## Karriär
Under 2022 var Brightmore en del av Storbritanniens lag som tog guld i åtta med styrman vid både EM i München och VM i Račice. Under 2023 var han en del av laget som försvarade sitt guld i åtta med styrman vid VM i Belgrad. Under 2024 var Brightmore en del av Storbritanniens lag som tog guld i åtta med styrman vid EM i Szeged.